# Comuna Kameanîi Brid, Uleanovka
Kameanîi Brid (în ucraineană Кам'яний Брід) este o comună în raionul Uleanovka, regiunea Kirovohrad, Ucraina, formată din satele Hrîstoforove, Kameanîi Brid (reședința) și Petrivka.

## Demografie
Componența lingvistică a comunei Kameanîi Brid
     Ucraineană (98,32%)
     Rusă (1,5%)
     Alte limbi (0,18%)
Conform recensământului din 2001, majoritatea populației comunei Kameanîi Brid era vorbitoare de ucraineană (98,32%), existând în minoritate și vorbitori de rusă (1,5%).